# Anthony Peluso
Anthony Peluso (* 18. April 1989 in King City, Ontario) ist ein ehemaliger kanadischer Eishockeyspieler, der im Verlauf seiner aktiven Karriere zwischen 2005 und 2021 unter anderem 148 Spiele für die Winnipeg Jets, Washington Capitals und Calgary Flames in der National Hockey League (NHL) auf der Position des rechten Flügelstürmers bestritten hat.

## Karriere
Peluso begann seine Karriere in der Saison 2005/06 bei den Erie Otters in der kanadischen Juniorenliga Ontario Hockey League, ehe er während der laufenden Spielzeit 2007/08 innerhalb der Liga zunächst zu den Sault Ste. Marie Greyhounds wechselte und in der darauffolgenden Saison vom Ligakonkurrenten Brampton Battalion verpflichtet wurde.
Im März 2009 verpflichteten die St. Louis Blues den Kanadier, den sie zuvor im NHL Draft 2007 gedraftet hatten. In der Spielzeit 2009/10 absolvierte der Angreifer dann seine erste Profisaison und war dabei sowohl für die Peoria Rivermen (Farmteam der Blues) in der American Hockey League als auch für die Alaska Aces in der ECHL aktiv. In den folgenden drei Jahren konnte sich Peluso bei den Rivermen etablieren, ehe er im Januar 2013 von den Winnipeg Jets unter Vertrag genommen wurde.  Dort gab der Rechtsschütze in der Saison 2012/13 sein Debüt in der National Hockey League und ist nach einer Verletzungspause seit der Saison 2013/14 Stammspieler bei den Jets. Nachdem der Stürmer die gesamte Saison 2016/17 im AHL-Farmteam von Manitoba verbracht hatte, wurde sein auslaufender Vertrag nach dem Ende der Spielzeit nicht verlängert. In der Folge schloss er sich als Free Agent den Washington Capitals an, bei denen er einen Einjahresvertrag erfüllte, der im Sommer 2018 ebenfalls nicht verlängert wurde. In gleicher Weise wechselte Peluso im August 2018 zu den Calgary Flames.
Bei den Flames kam der Angreifer mit der Ausnahme von vier Partien ausschließlich für das Farmteam Stockton Heat in der AHL zu Einsätzen. Einen Anschlussvertrag erhielt der Free Agent im Sommer 2019 jedoch nicht, woraufhin er Mitte Juli desselben Jahres einen Einjahresvertrag beim AHL-Klub Bakersfield Condors unterzeichnete. Nachdem der Vertrag dort im Sommer 2020 geendet war, blieb der Kanadier bis zum Februar 2021 ohne Arbeitgeber, ehe er sich dem HC Slovan Bratislava aus der slowakischen Extraliga anschloss. Für den slowakischen Hauptstadtklub absolvierte Peluso sieben Partien und beendete anschließend seine aktive Karriere.

## Karrierestatistik
(Legende zur Spielerstatistik: Sp oder GP = absolvierte Spiele; T oder G = erzielte Tore; V oder A = erzielte Assists; Pkt oder Pts = erzielte Scorerpunkte; SM oder PIM = erhaltene Strafminuten; +/− = Plus/Minus-Bilanz; PP = erzielte Überzahltore; SH = erzielte Unterzahltore; GW = erzielte Siegtore; 1 Play-downs/Relegation; Kursiv: Statistik nicht vollständig)